# Extinção
Extinção, em biologia e ecologia, é o total desaparecimento de populações, espécies, subespécies ou grupos de espécies. O momento da extinção é geralmente considerado sendo a morte do último indivíduo da espécie. Em espécies com reprodução sexuada, a extinção de uma espécie é geralmente inevitável quando há apenas um indivíduo da espécie restando, ou apenas indivíduos de um mesmo sexo. A extinção não é um evento incomum no tempo geológico - espécies são criadas pela especiação e desaparecem pela extinção.
Apesar da grande diversidade biológica que existe, estima-se que cerca de 99% das espécies existentes na Terra já se tenham tornado extintas. Um dos maiores enigmas dos paleontólogos consiste em descobrir e explicar como se processaram os eventos de extinção no passado e quais foram as suas causas. As causas das extinções sempre podem ser estudadas por meio da evidência fóssil. A partir dos fósseis, obtêm-se informações sobre organismos que viveram em tempos muito distantes dos atuais, nos levando a entender um pouco mais da diversidade da vida no passado.

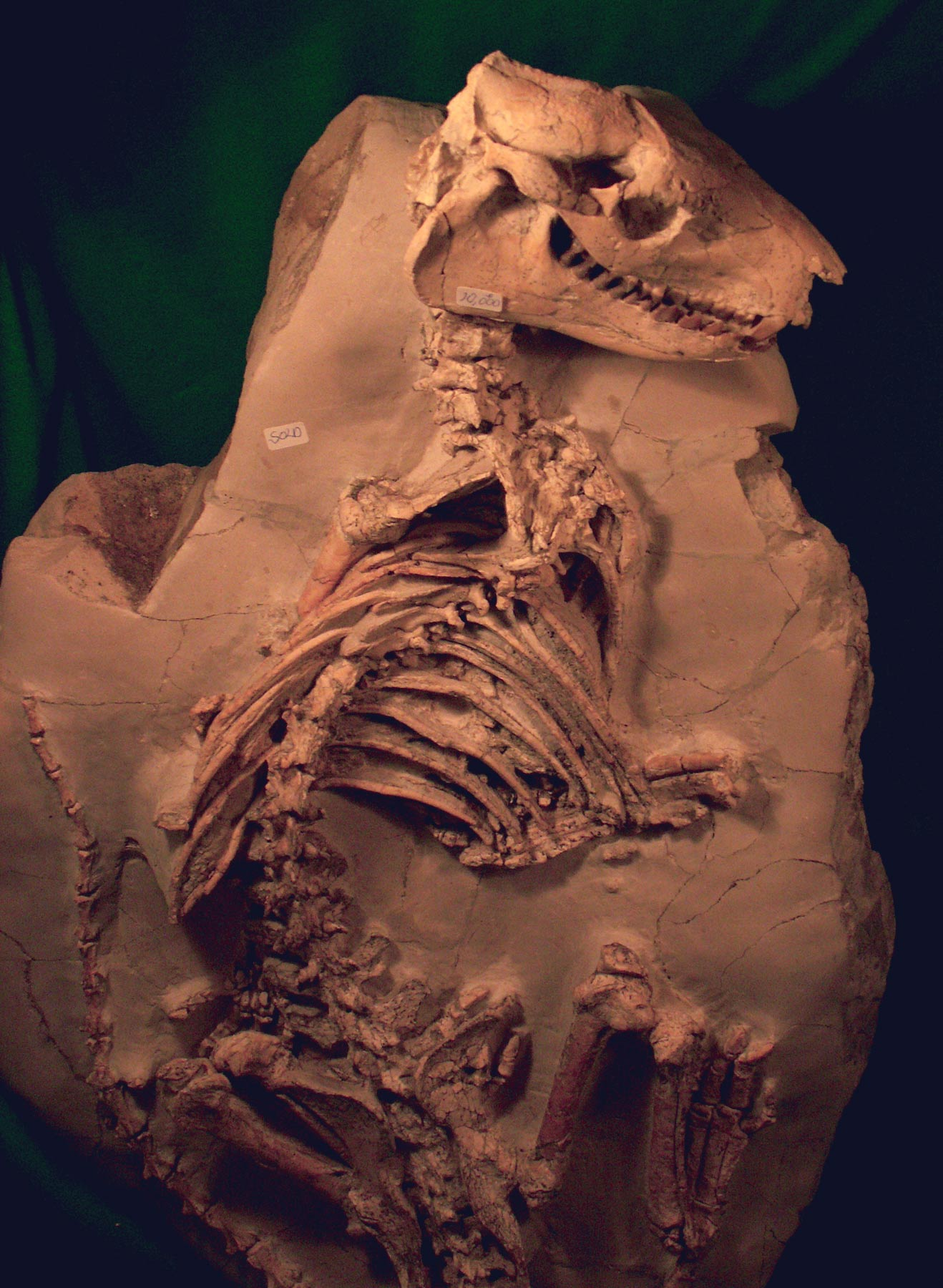
Evidência fóssil

Apesar de ser um fato aceito atualmente, a defesa da ocorrência de eventos de extinção durante a história da vida na Terra recebeu adesão somente após a aceitação dos estudos de Georges Cuvier em que ele comparou espécies de grande quadrúpedes, como os elefantes viventes e o mamute. Tal naturalista francês formulou as leis da anatomia comparada, possibilitando assim as reconstruções paleontológicas de organismos que somente eram encontrados na forma fóssil e sem correspondentes vivos na atualidade, ou seja, os organismos extintos. A extinção é uma questão de escala geográfica. A extinção local é a extinção de uma população em uma determinada região e não necessariamente de toda a espécie. Isso, em biogeografia, é um fator importante no delineamento da distribuição geográfica das espécies. Eventos de vicariância e de mudanças climáticas, por exemplo, podem levar a extinção local de populações e, assim, configurar os padrões de distribuição das espécies.
Atualmente muitos ambientalistas e governos estão preocupados com a extinção de espécies devido à intervenção humana. As causas da extinção incluem poluição, destruição do habitat, e introdução de novos predadores. Espécies ameaçadas são espécies que estão em perigo de extinção. As espécies extintas na natureza são aquelas que só existem em cativeiro.

## Extinção de fundo e extinção em massa
Normalmente distinguem-se dois tipos de extinções: as extinções de fundo e as extinções em massa. A primeira é considerada um processo natural que ocorre no mundo orgânico, onde espécies que não conseguem mais se adaptar ao ambiente, desaparecem, enquanto aquelas que se adaptam ao ambiente em renovação continuam sua evolução, originando novas espécies. Já as extinções em massa são aquelas que atingem grande parte das formas viventes, provocando o desaparecimento de inúmeras espécies. São para estas últimas que os geólogos e paleontólogos buscam informações no registro fossilífero e geológico, já que foram eventos que atingiram muitas formas de vida.
Quando uma espécie se extingue, libera espaço ecológico que pode ser explorado por outra espécie. A súbita extinção de um grande grupo taxonômico inteiro pode liberar um espaço maior e permite uma nova irradiação adaptativa de um grupo competidor, portanto, as irradiações e as extinções são eventos que podem estar relacionados.

## Extinção por causas internas e externas
Causas internas e externas podem levar a extinção de uma espécie, sendo internas parasitismo, predação e competição. São menos prováveis de ocorrer do que as causas externas, que compreendem mudanças rápidas e amplas no ambiente que impedem a migração e adaptação evolutiva, como movimentação dos continentes, rápidas mudanças nos níveis de oxigênio ou impacto com asteroides.

## Extinções em massa
Há periódicas extinções em massa, onde muitas espécies desaparecem em um período geológico de tempo. Estes são tratados com mais detalhes no artigo de eventos de extinção. O mais recente evento destes, a extinção K-T no fim do período Cretáceo, é famoso por ter eliminado os dinossauros.
São reconhecidos cinco eventos de extinção em massa no tempo geológico, aqueles ocorridos no Ordoviciano, Devoniano, Permiano, Triássico e Cretáceo. As três primeiras são consideradas extinções da Era Paleozóica e as duas últimas como extinções da Era Mesozóica.
Muitos biólogos acreditam que nós estejamos atualmente nos estágios iniciais de uma extinção em massa causada pelo homem, a extinção em massa do Holoceno. E.O. Wilson, da Universidade de Harvard, em seu O futuro da vida, estima que se continuar a atual taxa de destruição humana da biosfera, metade de todas as espécies de seres vivos estará extinta em 100 anos. Uma das maiores provas disso é o fato de dois fungos, espécies consideradas livres da extinção, já estarem ameaçadas.
Não há dúvida de que a atividade humana tem aumentado o número de espécies extintas no mundo todo, entretanto, a extensão exata da extinção antrópica permanece controversa.
Veja-se também A sexta extinção: padrões de vida e o futuro da humanidade, de Richard Leakey.
Extinções em massa são parte fundamental da hipótese do equilíbrio pontuado de Stephen Jay Gould e Niles Eldredge. Veja-se Molduras de tempo: a evolução do equilíbrio pontuado.
De acordo com um relatório divulgado em março de 2005 pelo secretariado da Convenção sobre Diversidade Biológica, da ONU, a Terra está sofrendo a maior extinção de espécies desde o fim dos dinossauros há 65 milhões de anos. O relatório concluiu que o objetivo definido no ano de 2002 de conter o ritmo de extinção de espécies até 2010 está cada vez mais distante e aponta ainda que a perda de biodiversidade, em vez de se estabilizar, está se acelerando.
Tanto no ambiente marítimo quanto em ambientes terrestres, um número significativo de ecossistemas estão ameaçados. Entre eles, mormente os recifes de coral e as selvas tropicais. Há uma seção especialmente dedicada ao desmatamento, que já destruiu uma média anual de 60 000 km2, o que corresponderia a duas Catalunhas, desde o ano 2000. Os ecossistemas fluviais lacustres, por sua vez, encontram-se geralmente em situação ainda mais crítica, já com cerca de 50% das espécies extintas no período 1970-2000.
"Os ecossistemas saudáveis proporcionam os bens e serviços de que os humanos necessitam para o seu bem-estar", aponta o relatório, que sintetiza em 92 páginas os dados científicos mais relevantes sobre a perda de biodiversidade.
- Biodiversidade
- Espécies ameaçadas
- Especiação
- Lista de animais extintos
- Espécies em extinção
- Teoria neutra unificada da biodiversidades

### As cinco grandes extinções
Houve um grande evento de extinção de invertebrados marinhos no Ordoviciano, mas o registro de vertebrados para esta época é muito pobre para que se saiba se esse evento também os afetou. Cerca de 12% das famílias e 65% das espécies desapareceram.
A seguinte grande extinção, no Devoniano Superior, produziu graves efeitos nos vertebrados marinhos. Trinta e cinco famílias de peixes (76% das famílias existentes) extinguiram-se incluindo todos os ostracodermes remanescentes, a maioria dos placodermes (com a completa extinção deste grupo por volta do final do Devoniano) e muitos dos peixes de nadadeiras lobadas.

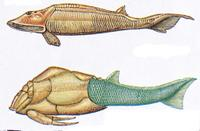
Ostracodermes

A maior extinção massiva ocorreu no final do Paleozoico, com 80% a 96% das espécies sendo extintas, marcando o limite entre o Permiano e o Triássico. Embora esta extinção tenha afetado a flora e a fauna terrestres, é no ambiente marinho que se verificam as suas grandes proporções, pois muito mais de metade das formas marinhas desapareceram.
A primeira das extinções da Era Mesozoica aconteceu no final do Triássico e teve efeitos consideráveis nos vertebrados terrestres e nos invertebrados marinhos. A fauna do Triássico, que era essencialmente uma continuação do final da Era Paleozoica, foi substituída por formas que dominariam o Mesozoico, como os dinossauros; dezoito famílias de tetrápodes tornaram-se extintas nessa época. As extinções do Triássico coincidiram com a fragmentação inicial da Pangeia, embora também haja certa evidência, nessa época, de um impacto causado por um asteroide ou meteoro. Extinções menores de tetrápodes aconteceram no Triássico Inferior e no Jurássico Superior e esses dois eventos de extinção terrestre encontram paralelo no ambiente marinho.
Já a extinção ocorrida no final do Cretáceo é a mais conhecida e melhor documentada e foi aquela que levou à extinção a maior parte do grupo dos dinossauros. De uma maneira generalizada, pode-se afirmar que todos os grupos de animais e plantas, marinhos e terrestres, perderam espécies e gêneros. Grupos de sucesso durante o Cretáceo, como os pterossauros, os grandes répteis marinhos (mosassauros, ictiossauros e plesiossauros) e invertebrados como os amonites desapareceram completamente. Aves e mamíferos sofreram extinções menores e os insetos estavam entre os poucos grupos que sobreviveram relativamente intactos ao Cretáceo. Houve também grandes extinções entre plantas e invertebrados marinhos.

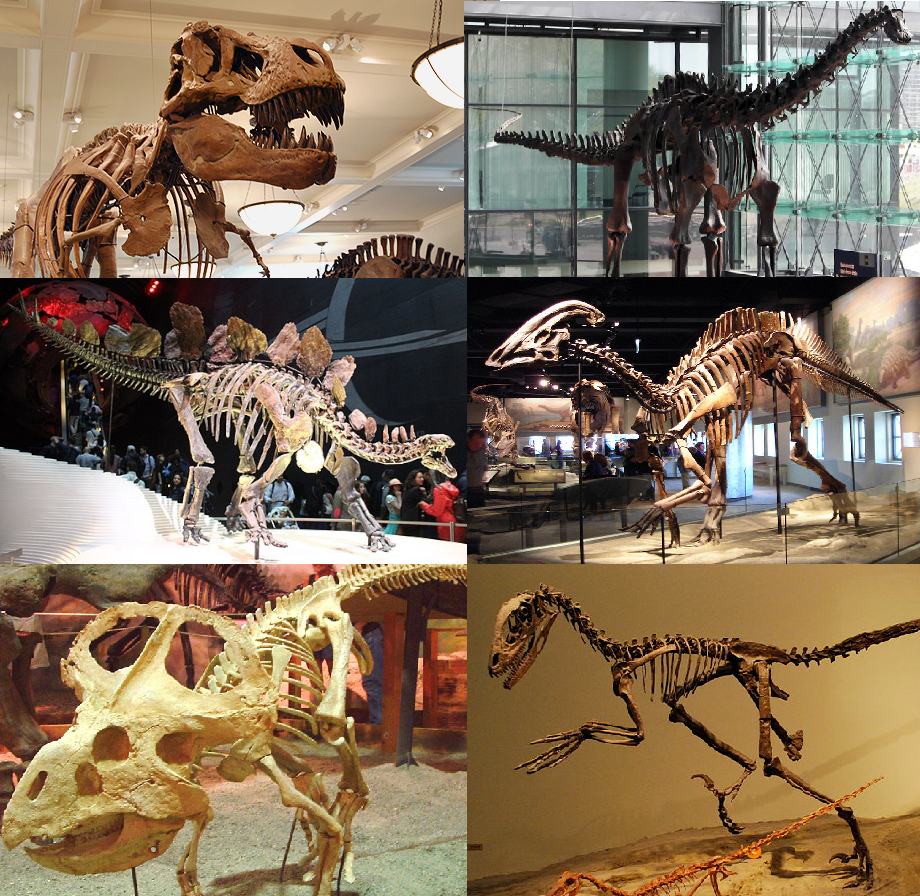
Vários fósseis de dinossauros

### Extinção do Cretáceo e suas causas
Determinar a causa desta extinção tem sido uma difícil tarefa para os pesquisadores, tendo sido aventadas inúmeras causas. Entre as causas terrestres sugerem-se mudanças no nível do mar, alterações climáticas e intenso vulcanismo. No entanto, não se pode ignorar que esta extinção tenha sido provocada por eventos extraterrestres, como o impacto de meteoros. Indicativos sedimentares, geoquímicos e outros sinais estratigráficos mostram a presença de um elemento químico chamado irídio em grande quantidade nas rochas desta idade.
O irídio é uma substância presente nos meteoros, o que leva a supor que ele possa ter sido incorporado às rochas após o choque com a Terra. Para reforçar esta hipótese, crateras foram identificadas, evidenciando um grande impacto em junho ou julho, há 65 milhões, quando diversos grupos de animais se extinguiram. Caso esta hipótese seja possível, o impacto deveria ter provocado um cataclismo ambiental em todo o mundo, expelindo enormes quantidades de rocha e poeira nos céus, provocando gigantescos tsunamis e incêndios globais. Isso teria feito com que a Terra passasse por um longo período de escuridão global, causada pela nuvem de finas partículas geradas pelo impacto. Este longo período teria sido suficiente para cessar a atividade fotossintética, provocando o colapso das cadeias alimentares marinhas e terrestres. Acompanhando a escuridão, as temperaturas caíram drasticamente, sobretudo no interior dos continentes.
Os cientistas têm certeza de que um grande asteroide atingiu o planeta e provocou a morte dos répteis gigantes, mas desconhecem sua origem exata. Em 2007, um estudo realizado com telescópios terrestres, feito pelo Instituo de Pesquisa de Southwest, no Colorado, apontou como suspeito pela extinção dos dinossauros um corpo celeste do tipo Baptistina, situado no cinturão de asteroides entre Marte e Júpiter. Isso explicaria um dos fatos mais impressionantes da história da vida na Terra - a queda de um meteorito de 10 km de diâmetro na península do Yucatán (sudeste do México), há 65 milhões de anos. No entanto, observações realizadas com instrumentos infravermelhos da sonda WISE afastaram essa possibilidade. Durante mais de um ano uma equipe da Nasa estudou 120 mil asteroides, entre eles 1 056 da família Baptistina, e constatou que a quebra do asteroide cujo pedaço atingiu a Terra aconteceu há 80 milhões de anos, metade do tempo sugerido anteriormente. Similarmente, a erupção do Krakatoa, em 1883, lançou na atmosfera uma quantidade de matéria estimada em 18 km³ e ela demorou 2,5 anos para depositar-se novamente. Estima-se que o asteroide que atingiu a Terra no fim do Cretáceo tinha de 12 a 15 km de diâmetro. Um tal asteroide teria produzido uma explosão cerca de mil vezes maior do que a da erupção do Krakatoa. A perda da luz solar, por si, seria suficiente para causar as extinções, mas o impacto poderia ter tido outros efeitos destrutivos, em diferentes prazos, como aquecimento global, chuva ácida, vulcanismos extremos; teriam sido determinantes para romperem a cadeia alimentar, com a morte de vegetais, animais herbívoros e, posteriormente, as formas carnívoras, sobretudo aquelas de grande tamanho. Mas nem todos se extinguiram: répteis, como crocodilos e tartarugas, e anfíbios, como sapos e salamandras, sobreviveram.
Além disso, os pequenos mamíferos e as primeiras aves puderam se irradiar, sem grandes competidores. Esse modelo proposto, sobre a colisão do asteroide na superfície terrestre e consequente extinção em massa que ocorreu na transição entre o Cretáceo e o Terciário foi considerado em detalhe por Luis Walter Alvarez e por outros autores. A extinção em massa do Cretáceo-Terciário é apenas uma das várias extinções em massa e o impacto de asteroides é só um dos vários fatores que, hipoteticamente, causam extinções em massa. Existem grandes crateras no Jurássico que não estão associadas a extinções em massa. Portanto, o impacto de asteroides não parece ser necessário ou suficiente para explicar extinções em massa.

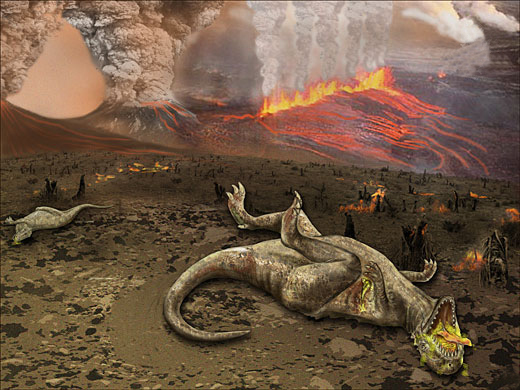
Vulcanismos e a morte dos dinossauros

Evidências de outros fatores hipoteticamente causadores de extinções em massa compreendem mudanças no nível do mar e no clima, níveis de erupções vulcânicas e mudanças nas formas dos continentes por causa dos movimentos tectônicos das placas. Vários períodos com taxas elevadas de extinção estão associados com mudanças no nível do mar. Diminuições do nível reduzem o habitat disponível para a vida marinha, levando a extinção das espécies. As mudanças no nível do mar também estarão correlacionadas com mudanças no clima. Muitos pensam que a influência combinada do clima e o nível do mar contribuiu para algumas extinções em massa. Entretanto, também ocorrem mudanças no nível do mar em épocas em que não há extinções em massa e é improvável que esse fator seja uma causa geral de todas as extinções em massa. Erupções vulcânicas em grande escala também podem causar extinções em massa. Três extinções, inclusive as duas maiores, estão associadas a grandes áreas de rochas depositadas após erupções vulcânicas.
Os vários fatores não são mutuamente exclusivos. O impacto de um grande asteroide, como descrito acima, poderia desencadear a atividade vulcânica ou uma mudança climática, que por sua vez, poderia afetar o nível do mar. O padrão da tectônica de placas também influencia o nível do mar e o clima e a atividade tectônica influencia o vulcanismo.

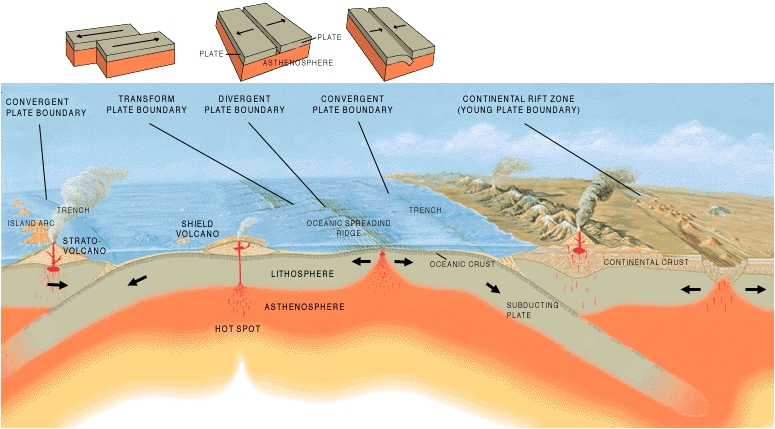
Movimento tectônico das placas

## Extinções do Cenozoico
Além das cinco grandes extinções, vale mencionar as extinções da Era Cenozoica, sendo aquela que ocorreu no final do Pleistoceno a mais bem conhecida.

### Pleistoceno
A extinção do Pleistoceno parece dramática porque acabou com a megafauna, com a diversidade dos grandes mamíferos (aqueles com peso corpóreo superior aos 20 quilogramas). Isso inclui diversos mamíferos muito grandes que estão completamente extintos, tais como os gliptodontes e as preguiça-gigantes, na América do Sul e na América do Norte, os mamutes na Holártica e na África e os diprotodontídeos da Austrália. Ela também inclui muitas formas grandes e exóticas de mamíferos mais familiares, tais como os tigre dentes-de-sabre da Holártica e da África, alce irlandês, ursos da caverna e rinoceronte lanudos da Eurásia e os grandes cangurus e equidnas da Austrália que eram muito maiores do que as formas atuais. Grandes aves terrestres também sofreram com essas extinções, incluindo herbívoros como as moas da Nova Zelândia e o ave-elefante de Madagascar, bem como carnívoros, tais como dromornitídeos australianos.
Há muito debate sobre a causa dessas extinções. As principais ocorreram no final do último período glacial, há cerca de 10 mil anos. Assim, as alterações climáticas são a explicação mais óbvia. Entretanto, muitos cientistas notaram que é somente no último período glacial, e não em qualquer um dos anteriores, que trouxe extinções de tais magnitudes. Essa observação sugere que parte, se não toda, a culpa das extinções da megafauna deve ser colocada sobre a dispersão dos humanos modernos e das técnicas modernas de caça, as quais são concomitantes ao período. Cerca de 30% dos gêneros de mamíferos foram extintos no final do Pleistoceno. Esta é, praticamente, a magnitude das outras duas grandes extinções da Era Cenozoica (no final do Eoceno e no final do Mioceno). Entretanto, as duas extinções anteriores diferem em diversas formas críticas da do Pleistoceno.

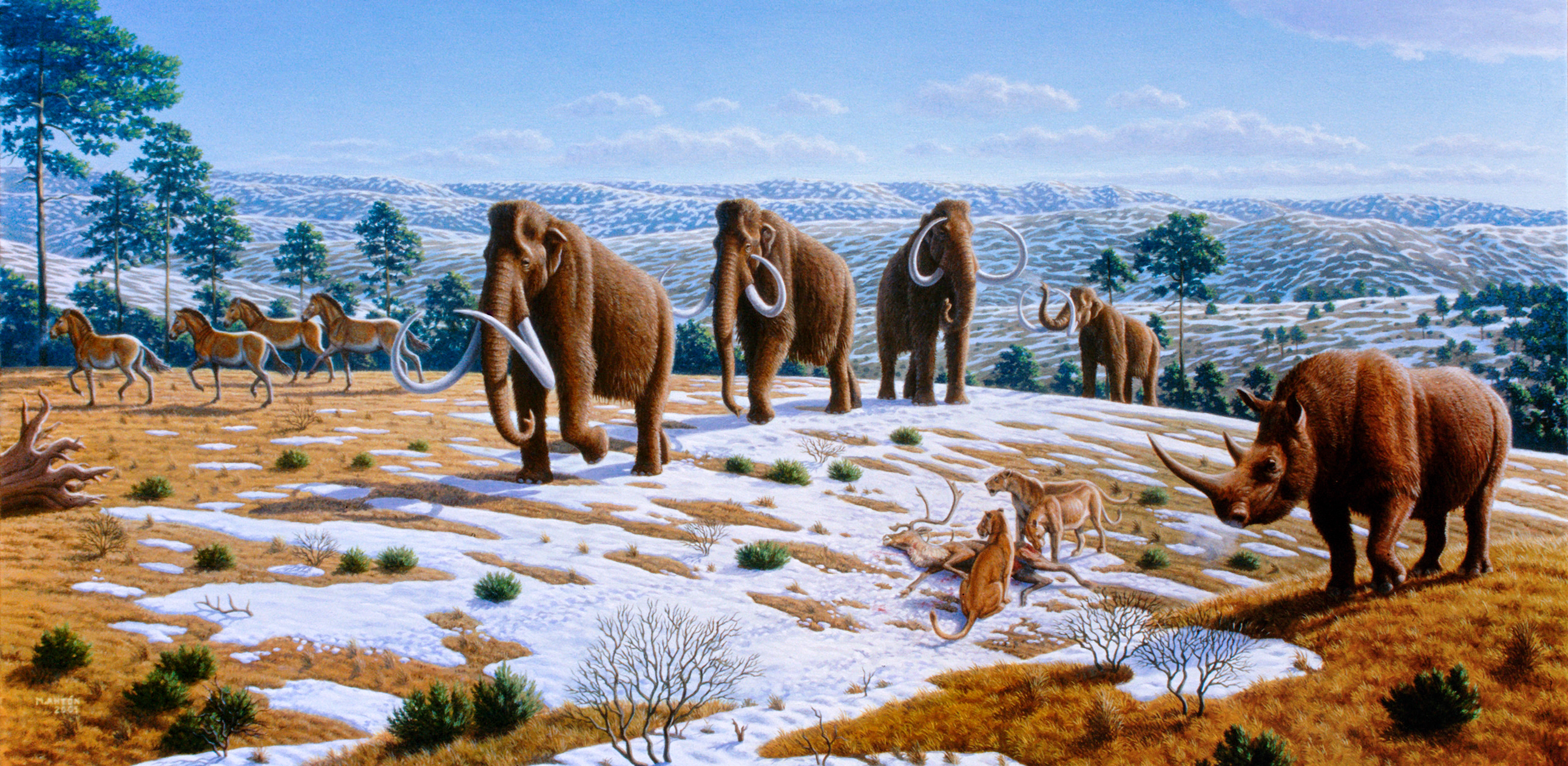
Mamute
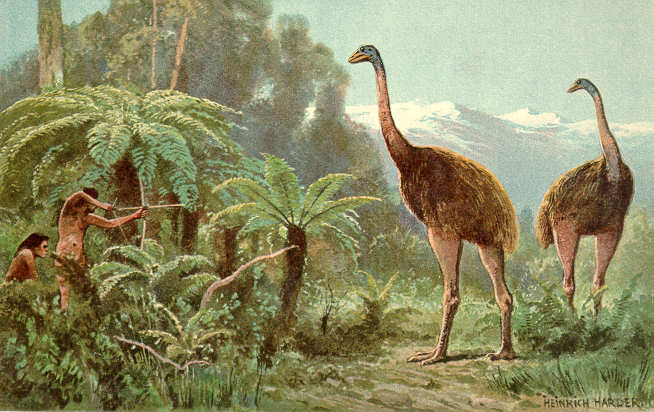
Moas

### Eoceno
As extinções do final do Eoceno estavam associadas à dramática queda das temperaturas das grandes latitudes. Florestas de grandes latitudes se tornaram florestas temperadas, com o concomitante desaparecimento dos mamíferos adaptados às florestas tropicais. Isso inclui não somente uma grande diversidade de mamíferos primitivos, mas também alguns dos tipos modernos, tais como primatas de grandes latitudes e os primeiros cavalos. A diversidade de anfíbios e de répteis do início da Era Cenozoica, em grandes latitudes, também foi muito reduzida durante o final do Eoceno.

### Mioceno
As extinções do final do Mioceno estavam associadas, mais uma vez, não somente com a queda das temperaturas das grandes latitudes, mas com a seca global. As maiores extinções se deram entre os mamíferos de pastos (incluindo uma grande diversidade de cavalos), os quais sofreram com a perda dos habitats, conforme as savanas se tornaram campos e pradarias. A América do Norte foi especialmente atingida pelos eventos climáticos do final do Mioceno, devido a sua posição latitudinal relativamente alta e o fato de que os animais não podiam migrar para áreas mais tropicais na América do Sul, antes da formação do Istmo do Panamá.
Mais significativo para a hipótese da sobre-caça é o fato de que os mamíferos de todos os tamanhos corpóreos (não apenas os grandes) foram afetados tanto no Eoceno quanto no Mioceno. Já a do final do Pleistoceno afetou, principalmente, os grandes mamíferos e os pássaros, que são as espécies mais sujeitas a serem vista como presas ou competidores por caçadores humanos.

## O Homem e seu papel na extinção
O homem é um dos maiores agentes causadores de extinções, pela destruição dos ecossistemas naturais que abrigam muitas espécies, e uma pesquisa global de extinções revela que mais de 800 espécies se extinguiram nos últimos 500 anos, uma taxa de extinção de 1 mil a 10 mil vezes mais alta do que a existente sem a presença dos humanos. O IUCN (União Internacional para a Conservação da Natureza) resumiu a melhor informação sobre o estado de conservação dos animais. Eles posicionam as espécies em categorias de risco por meio de critérios baseados no tamanho absoluto das populações selvagens e em suas modificações nos últimos 10 anos.
Com base em dados de 2019 sobre extinções recentes de mudanças climáticas, taxas de movimento de espécies e diferentes projeções de clima futuro, um estudo de 2020 estima que uma em cada três espécies de plantas e animais poderá desaparecer nos próximos 50 anos.

Logo da IUCN

### Critérios de avaliação

#### Extintas
Duas categorias de espécies extintas são definidas: Extinto: uma espécie está extinta quando não há dúvidas razoáveis de que o último indivíduo morreu. Um exemplo é o pica-pau (Campephilus principais), era a maior espécie de pica-pau, com um comprimento cabeça-mais-corpo de até 56 cm. Ele foi extinto na América do Norte na década de 1970. Outro exemplo inclui o sapo dourado (Bufo periglenes), oriundo das florestas montanhosas da Costa Rica, foi descrito inicialmente em 1967 e desapareceu em 1987. Como causas de sua extinção foram propostas as alterações climáticas e infecção por fungos.

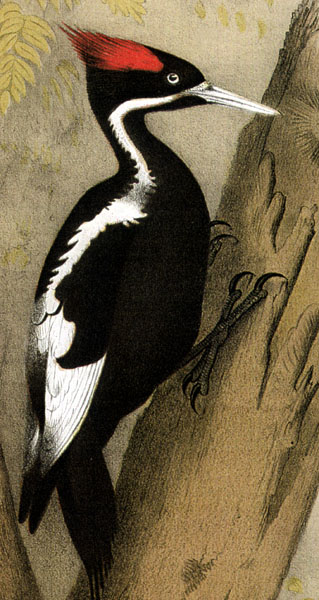
Campephilus principais

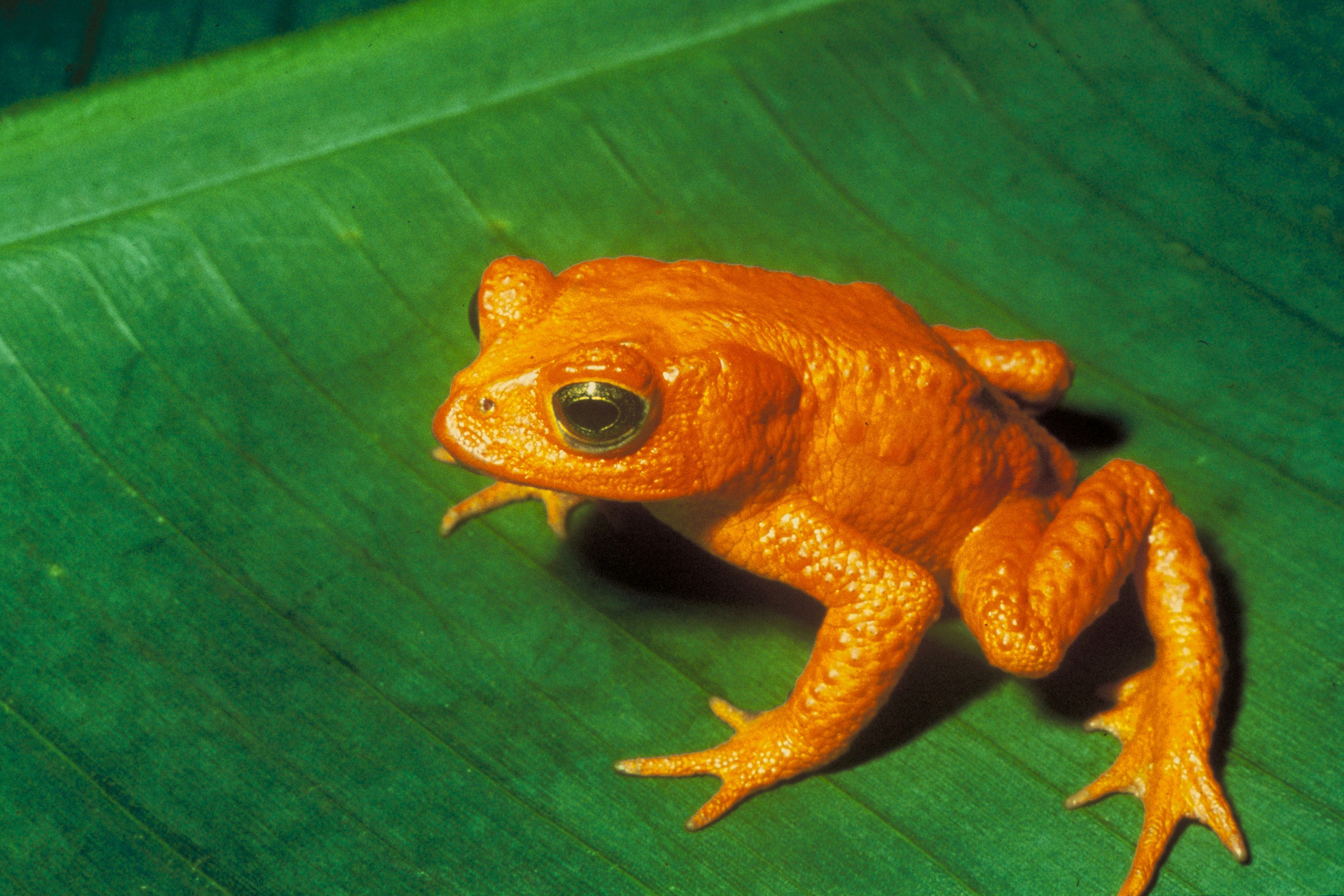
Bufo periglenes

Extinto no Meio Natural: Uma espécie está extinta no meio natural quando se sabe que sobrevive apenas em cultivo, em cativeiro ou como uma população naturalizada a uma distância considerável de sua área natural. O cavalo de Przewalski (Equus przewalskii) é o único cavalo selvagem verdadeiro. Originalmente, esta espécie se distribuía na Mongólia, na China e no Turquestão. Restam ainda cerca de 200 cavalos, todos em zoológicos. Outro exemplo de um animal extinto no meio natural é a ararinha-azul, cujos últimos exemplares estão em cativeiro.

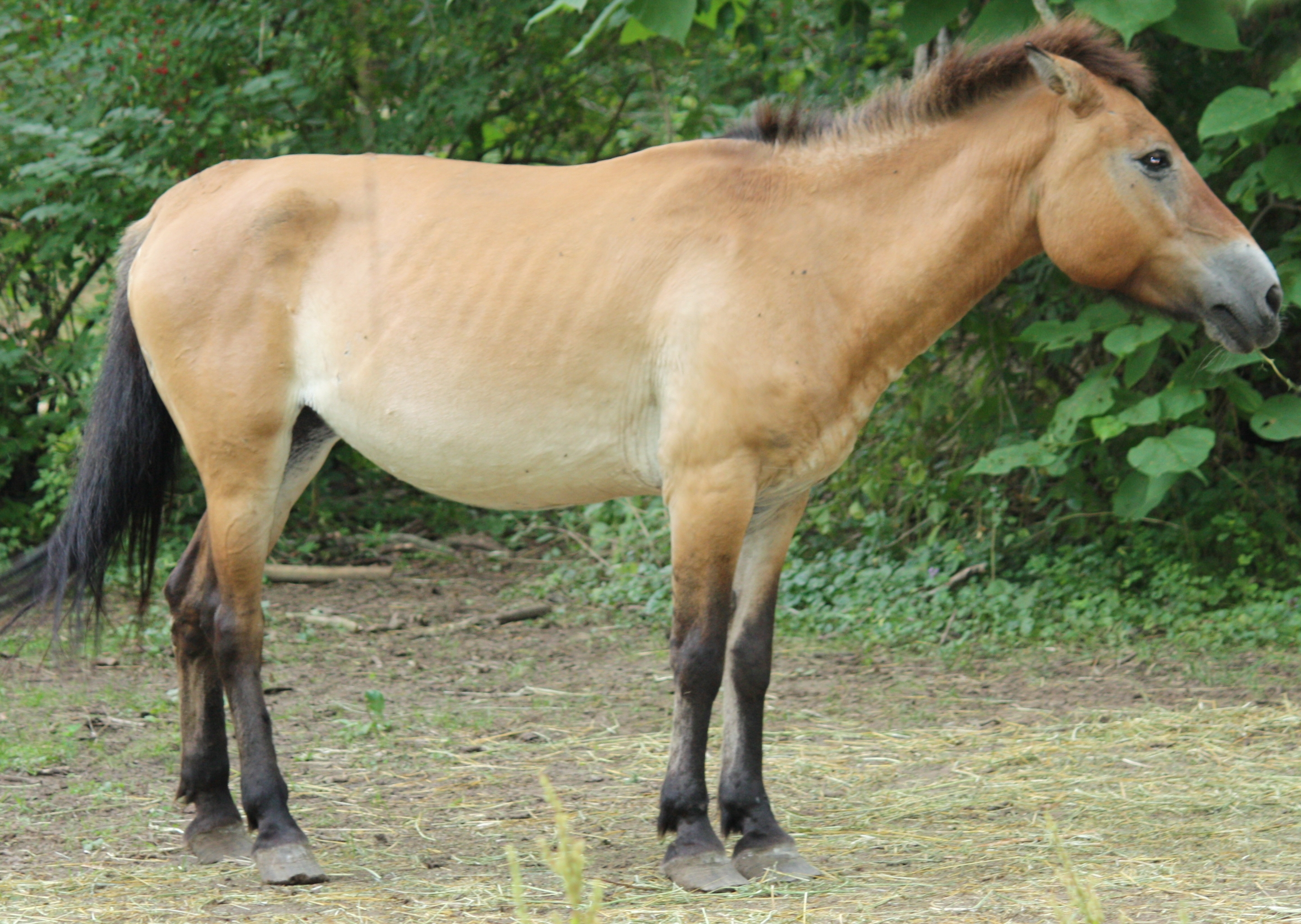
Equus przewalskii

#### Ameaçadas
Três categorias de espécies ameaçadas são definidas: Perigo Crítico de Extinção: Uma espécie se encontra em perigo crítico de extinção quando ela se confronta com um risco extremamente alto de extinção, no meio natural, em um futuro imediato. O vombate (Lasiorhinus krefftii) é um marsupial que pesa cerca de 32 quilogramas e que vive em colônias, passando a maior parte do tempo sob a terra e saindo à noite para se alimentar. Ele já se distribuiu por uma grande área do leste da Austrália até New South Wales e Queensland. Suas populações têm sido dizimadas pela competição com coelhos, ovelhas e gados, introduzidos por europeus; e os grupos sobreviventes consistem de 65 animais, na floresta de Epping, em Queensland. O esturjão comum (Acipenser sturio) é um peixe grande e sua distribuição histórica incluía toda a zona costeira da Europa, desde o North Cape até o Báltico, o Mediterrâneo e o Mar Negro. A espécie está extinta em alguns dos rios secundários, incluindo o Elbe, o Reno e o Vistula. Populações reprodutoras estão restritas a alguns poucos rios europeus - o Gironde, na França, o Guadalquivir, na Espanha e o Baixo Danúbio. A sobre-pesca é a principal causa de seu declínio.

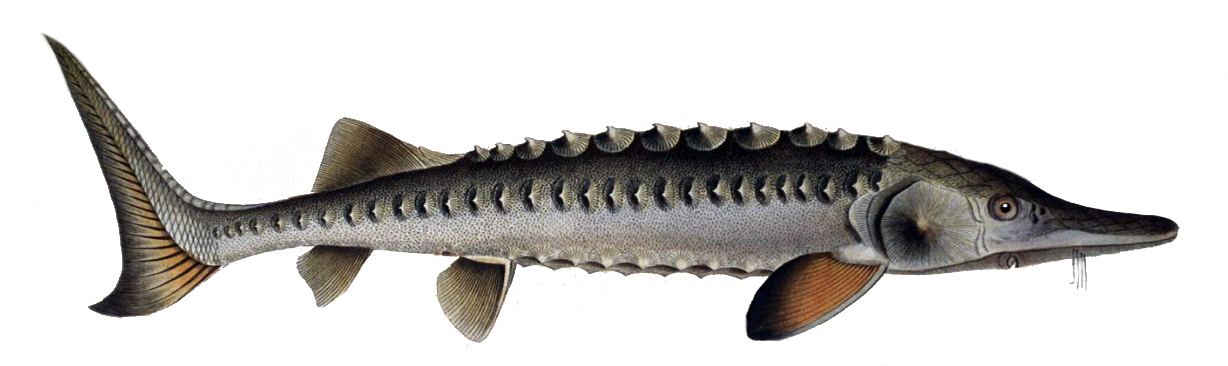
Acipenser sturio

Perigo de Extinção: Uma espécie está em perigo de extinção quando se confronta com um grande risco de extinção no meio natural no futuro próximo. Exemplos de espécies em perigo de extinção incluem o Panda Gigante (Ailuropoda melanoleuca), o qual se distribuía em Myanmar, ao norte do Vietnã, e em boa parte do leste e do sul da China. Pandas selvagens ocorrem atualmente apenas em populações fragmentadas nas montanhas ocidentais da China; acredita-se que a população total seja de cerca de 1 200 animais. Tanto o chimpanzé (Pan troglodytes) quanto o bonobo, ou chimpanzé pigmeu (Pan paniscus) estão em perigo. Os chimpanzés ocupavam uma área ampla da África equatorial, enquanto os bonobos sempre estiveram limitados à Bacia do Zaire.

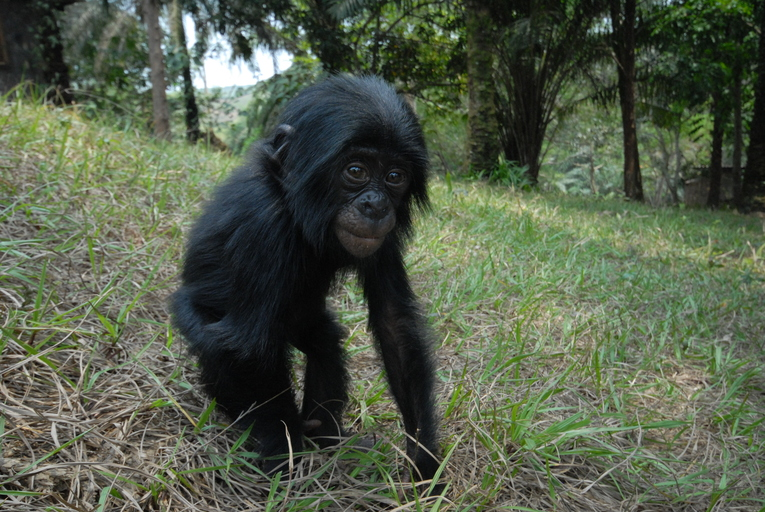
Pan paniscus

Vulneráveis: Uma espécie é vulnerável quando se confronta com um grande risco de extinção no meio natural em médio prazo. O grande tubarão branco (Carcharodon carcharias) tem uma distribuição global em águas quentes e temperadas. Como um predador de topo de cadeia, ele sempre apresentou uma baixa densidade populacional e a pesca em larga escala é considerada como uma ameaça em potencial. A destruição de habitats e a caça clandestina são grandes preocupações no caso dos orangotangos (Pongo pygmaeus), o qual costumava se distribuir em toda a Ásia tropical e subtropical; ocorrendo atualmente apenas nas ilhas de Bornéu e de Sumatra.

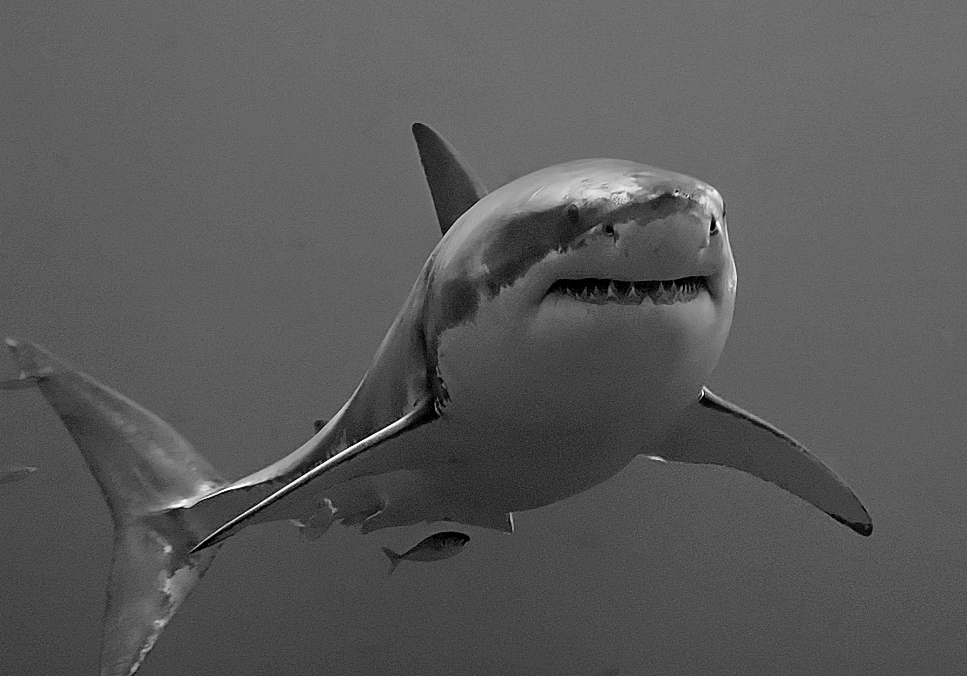
Carcharodon carcharias

#### Baixo risco
São reconhecidas três categoria de Baixo Risco:
- Dependente de Conservação: Existem espécies que são sustentadas pelos contínuos programas de conservação; sem esses programas as espécies devem se qualificar para uma das categorias de ameaçadas em cinco anos;
- Quase Ameaçadas: Essas são espécies que estão próximas do estado vulnerável para as quais nenhuma medida de conservação está sendo tomada;
- De pouca Preocupação: São as espécies que não se qualificam na classificação como Dependente de Conservação ou Quase Ameaçadas.[6]

#### Deficiente de dados
Há ainda espécies em que não se tem informações que permitam concluir sobre seu status, colocada na categoria Deficiente de Dados: Deficiente de Dados: Uma espécie é categorizada como deficiente de dados quando as informações sobre a sua distribuição e abundância são insuficientes para estimar o seu risco de extinção. Listar uma espécie nessa categoria enfatiza a necessidade de mais informações. Apenas espécies que tenham sido avaliadas podem ser incluídas nessa categoria, e a seleção de uma espécie para ser avaliada indica que pode estar em risco; deste modo, a escolha entre Deficiente de Dados e Ameaçada é difícil.
Portanto, deve-se saber que espécies extintas não retornam mais e compreender os mecanismos de extinção ajudam os homens a valorizarem a biodiversidade e entenderem que todas as espécies são importantes e devem ser protegidas.